# Jean Martin (schrijver)
Jean Martin (1507/1508 - 1553) was een Franse schrijver, vertaler en diplomaat in de eerste helft van de 16e eeuw.
Hij is waarschijnlijk geboren omstreeks 1507-1508 in een familie van handelaars die deel uitmaakten van de Franse bourgeoisie. Hij genoot een humanistische vorming aan de Faculté des Arts van de Parijse universiteit van 1522 tot 1528. Na zijn studie trad Martin in dienst als secretaris van Massimiliano Sforza, de hertog van Milaan en na diens dood bij kardinaal Robert de Lenoncourt omstreeks 1540.
In de periode 1530-1540 is er weinig geweten over het leven van Martin. We weten alleen, dankzij Jacques Peletier du Mans, dat Martin veel gereisd heeft als secretaris van de Ambassadeurs naar Engeland, Duitsland, Spanje en Italië .
In het decennium 1543-1553 publiceerde Martin het grootste deel van zijn vertalingen bij Parijse drukkers en boekhandelaars waaronder Jacques Kerver, Gilles Corrozet, Jean Barbé en Michel de Vascosan. Door toedoen van Vascosan kwam Martin in contact met humanisten zoals Jacques Peletier du Mans, Denis Sauvage of Théodore de Bèze. Ook Sebastiano Serlio, die toezicht hield over zijn vertalingen, behoorde tot zijn kennissenkring.
Over zijn dood in 1553 is nog steeds niet veel geweten.

## Werk

### Bibliografisch onderzoek
Bibliografisch onderzoek naar Jean Martin toont de culture inzet van zijn vertaalde werken en de omstandigheden waarin de intellectuele productie van zijn tijd gebeurde. Zijn vertalingen van Italiaanse œuvres (l’Arcadie van Sannazaro en Les Azolains van Bembo) zijn ingeschreven in een vaste onderneming van de verwerking naar de volkstaal, net als hun Italiaanse originelen.
Vanaf 1545 vertaalde Martin meerdere architectuurtraktaten; o.a. Serlio (1545 en 1547), Vitruvius (1547) en Alberti (1553). Maar ook vertalingen zoals Colonna’s Hypnerotomachia Poliphili (1546) behoren tot zijn œuvre. .
Zijn kennis van de antieke architectuur verschafte hem in 1549 de decoratieve inrichting voor de triomfintrede van Henri II in de stad Parijs, in samenwerking met Thomas Sebillet en meerdere artiesten zoals Jean Goujon en Jean Cousin.
Ook zijn andere werken worden gekarakteriseerd door een samenwerking met verschillende artiesten. Zo is de titelpagina van de Vitruvius-vertaling met een portret - mogelijk dat van Jean Martin - opgesteld door Jean Goujon.

### Publicaties (gerelateerd aan de architectuur)
Bron hoofdstuk:
Intrede van Henri II in Parijs (1549)
- MARTIN, J., C’est l’ordre qui a este tenu a la nouvelle et joyeuse entree, que tres-haut, tresexcellent et trespuissant Prince, le Roi treschretien Henry deuxiesme de ce nom, a faicte en sa bonne ville et cité de Paris... le seiziesme jour de Iuing M. D. XLIX, Paris: Jean Dallier, 1549.

Vertaling van F. Colonna
- MARTIN, J., Hypnerotomachie, ou Discours du songe de Poliphile... Nouvellement traduict de langage Italien en Francois, Paris: Jacques Kerver, 1546.

Vertalingen van S. Serlio
- MARTIN, J., Le premier livre d’architecture... Le second livre de perspective, de Sebastian Serlio Bolognois, mis en langue francoise, par Iehan Martin, Secretaire de monseigneur reverendissime cardinal de Lenoncourt, Paris: Jean Barbé, 1545.
- MARTIN, J., Quinto libro d’architettura di Sabastiano Serlio Bolognese… Traduict en Francois par Ian Martin, Secretaire de Monseigneur le reverendissime Cardinal de Lenoncourt, Paris, Michel de Vascosan, 1547.

Vertalingen van M. Vitruvius Pollio
- MARTIN, J., Architecture ou Art de bien bastir, de Marc Vitruve Pollion Autheur Romain antique : mis de Latin en Francoys, par Ian Martin Secretaire de Monseigneur le Cardinal de Lenoncourt, Paris: Jacques Gazeau, 1547.
- MARTIN, J., Architecture ou Art de bien bastir, de Marc Vitruve Pollion Autheur Romain antique : mis de Latin en Francoys, par Ian Martin Secretaire de Monseigneur le Cardinal de Lenoncourt, Paris: Jérôme de Marnef et Guillaume Cavellat, 1572.
- MARTIN, J., Architecture, ou Art de bien bastir, de Marc Vitruve Pollion, Mis de Latin en François, par Iean Martin, Secretaire de Monseigneur le Cardinal de Lenoncourt, Genève/Cologny: Jean de Tournes, 1618.
- MARTIN, J., Architecture, ou Art de bien bastir, de Marc Vitruve Pollion, Mis de Latin en François, par Iean Martin, Secretaire de Monseigneur le Cardinal de Lenoncourt, Genève: Jean de Tournes, 1628.

Vertaling van L. B. Alberti
- MARTIN, J., L’Architecture et Art de bien bastir du Seigneur Leon Baptiste Albert, Gentilhomme Florentin, divisée en dix livres, Traduicts de Latin en François, par deffunct Ian Martin, Paris: Jacques Kerver, 1553.

### Bespreking
De Vitruvius-vertaling van 1547
MARTIN, J., Architecture ou Art de bien bastir, de Marc Vitruve Pollion Autheur Romain antique : mis de Latin en Francoys, par Ian Martin Secretaire de Monseigneur le Cardinal de Lenoncourt., Paris: Jacques Gazeau, 1547.
Jean Martins interesse voor het vertalen van antieke architectuurtraktaten was geen losstaand feit maar kaderde in een heropleving van de antieke architectuur in Frankrijk in de jaren 1545-1550, wat voortkwam uit de hele gedachte van de renaissance en het humanisme; de wedergeboorte van de antieke oudheid. Zo werden ten tijde van zijn vertaling van Vitruvius’ De architectura bijvoorbeeld ook projecten verwezenlijkt zoals dat van Philibert De L’Orme voor het kasteel van Anet of dat van Lescot voor het Louvre.
Intrinsiek aan die hele heropleving van de architectuur, was ook het gebruik van het antieke ornamentele vocabularium, wat toegang tot de oorspronkelijke teksten vereiste. Het was ook het tijdperk waarin het moderne taalgebruik van de kunstkritiek in Frankrijk tot stand kwam. Martins vertaling van Vitruvius, na zijn vertalingen van de Hypnerotomachia Poliphili (1546) en Boek I en II van Serlio (1545) die hem vertrouwd maakten met het architecturale vocabularium, participeerde op deze manier ook in het debat tussen de lexicografen en de geletterden/geleerden.
Voor zijn vertaling moest Martin een nieuwe woordenschat uitvinden die rekening hield met het nieuwe architecturale taalgebruik geïmporteerd vanuit Italië. Om zijn vertaling tot stand te laten komen onderzocht hij zeer nauwkeurig de werken van Fra Giocondo, Serlio, Philandrier, Budé, etc., zoals we kunnen lezen in de inleiding gericht tot de koning en de lezers, waarin hij eer betoogd aan deze auteurs. Omdat hij geen enkel model/voorbeeld ter beschikking had, behalve dan de niet-toonaangevende Franse vertaling van Serlio’s Boek IV door Pieter Coecke van Aelst (Antwerpen, 1542), was Martin gedwongen om zijn toevlucht te nemen tot de parafrase om de geleerde woorden, dikwijls van Griekse oorsprong, uit te leggen.
Ook de illustraties van het werk zijn opvallend; de houtsnedes zijn deels overgenomen uit de Venitiaanse editie van Vitruvius opgesteld door Fra Giocondo (1511), de andere zijn speciaal getekend en gegraveerd door Jean Goujon. Zijn bijdrage gaat minder over een illustratie van de tekst, maar meer over een grafische tekstverklaring. In tegenstelling tot de Vitruviaanse tekst, geeft ze de lezer een kort overzicht van de ordes. Op deze manier is er geen overeenkomst tussen de tekst en de houtsnedes; Goujon inspireerde zich vooral op de toenmalig bestaande moderne werken.
De Vitruvius van 1547 leverde de Franse stielmannen de theoretische basis die hen ontbrak. Maar de wijze waarop die theorie wordt voorgesteld is dubbelzinnig: Martin geeft aan de serliaanse vormen een Vitruviaanse legitimitei en de houtsnedes van Goujon stellen de grammatica van het Quatro Libro gelijk aan de leer van de antieken.

### Filologisch onderzoek
Een vergelijking van zijn vertaling met het Italiaanse of Latijnse origineel toont ons het lexicologisch en stilistische belang van zijn werk, dat de basis van de moderne Franse proza voorbereidde. Zijn kritische zoektocht naar een nieuw vocabularium met betrekking tot architectuur, in het bijzonder de twee glossaria die Jean Martin heeft toegevoegd aan zijn vertalingen van de Arcadie en Vitruvius, tonen zijn bijdrage aan het contemporaine lexicologisch onderzoek zoals bijvoorbeeld de woordenboeken van Robert Estienne.

### Kritiek
Als schrijver werd Martin bewonderd door zijn tijdgenoten, onder wie Joachim Du Bellay en Ronsard, die een Pindaric-ode en een epitaaf schreef voor hem, die na zijn overlijden in zijn Alberti-vertaling verscheen. Jean Bullant schreef in het voorwoord van diezelfde Alberti-vertaling het volgende:
“Translated by Jean Martin, Parisian, to whom is due great praise for the studies of architecture, for having clarified and put in our language so excellent a book and many others from which one can derive great pleasure.”
Later was men minder lovend over zijn vertalingen, in het bijzonder over de Vitruvius-vertaling. In zijn Holomètre (1555) twijfelde de wiskundige Abel Foullon zelfs aan Martins auteurschap van de vertaling, en succesvolle vertalers, zoals Jean Guardet, Dominique Bertin (1559) en Claude Perrault (1673), bekritiseerden Martins fouten, zijn gebrek aan literaire stijl en zijn onvoldoende begrip van de architecturale terminologie. De ultieme kritiek werd geleverd door François Blondel (1673), die vond dat de Vitruvius-vertaling minder verstaanbaar was dan de originele tekst. .

## Conclusie
Hoewel Martins vertalingen bekendstaan als gebrekkig in literaire of wetenschappelijke waarde, waren ze belangrijk in het onderwijzen van de artisanale werkklasse, door het voorzien in theorieën en praktische informatie over bouwmethodes.
Zijn vertaalde werken waren eveneens van groot belang voor de Franse architectuurperceptie in de 16e eeuw omdat hij de antieken, door zijn vertalingen en het omzetten ervan naar “volkstaal”, voor een breder publiek toegankelijk maakte. Hierdoor heeft Jean Martin bijgedragen tot de ontwikkeling van de renaissance in Frankrijk in de 16e eeuw.